# Avga caucasica
Avga caucasica är en stekelart som beskrevs av Vladimir Ivanovich Tobias 1986. Avga caucasica ingår i släktet Avga och familjen bracksteklar. Inga underarter finns listade.